# Carla Juaçaba
Carla Juaçaba (Rio de Janeiro, 1976) é uma arquiteta brasileira. Entre seus projetos mais conhecidos estão o Pavilhão Humanidade 2012 na Rio + 20, e o Pavilhão do Vaticano na Bienal de Veneza de 2018.

## Biografia
Nascida no Rio de Janeiro, é graduada em arquitetura e urbanismo pela Universidade Santa Úrsula em 1999 e mestre pela PUC-Rio. Enquanto estudante universitária trabalhou com a arquiteta Gisela Magalhães. Em 2000 abriu seu próprio escritório, trabalhando em diversos projetos públicos e privados.
Em 2012 projetou o Pavilhão Humanidade 2012, concebido com a diretora Bia Lessa para a Conferência das Nações Unidas sobre Sustentabilidade Rio + 20.
Em 2018 foi convidada pelo Vaticano para projetar um pavilhão na Bienal de Arquitetura de Veneza.
Foi palestrante convidada na Harvard Graduate School of Design, na Universidade de Toronto e na escola de arquitetura da Universidade de Columbia.